# Finale della Coppa CERS 2001-2002
La finale della 22ª edizione della Coppa CERS fu disputata in gara d'andata e ritorno tra gli spagnoli del Voltregà e i portoghesi del Porto. Con il punteggio complessivo di 7 a 7 fu il Voltregà, dopo i tiri di rigore, ad aggiudicarsi per la prima volta nella storia il trofeo.

## Le squadre
| Squadre  | Partecipazioni precedenti (il grassetto indica la vittoria) |
| -------- | ----------------------------------------------------------- |
| Voltregà | 2000                                                        |
| Porto    | 1994, 1996                                                  |

## Il cammino verso la finale
Il Voltregà si qualificò alla finale con i seguenti risultati:
- Ottavi di finale: eliminato il La Vendéenne (vittoria per 10-1 all'andata e per 5-4 al ritorno);
- Quarti di finale: eliminato il Diessbach (vittoria per 9-1 all'andata e per 12-0 al ritorno);
- Semifinale: eliminato il Noia (pareggio per 2-2 all'andata e vittoria per 6-4 al ritorno).

Il Porto si qualificò alla finale con i seguenti risultati:
- Ottavi di finale: eliminato il Gulpilhares (vittoria per 8-2 all'andata e sconfitta per 1-2 al ritorno);
- Quarti di finale: eliminato l'Infante de Sagres (vittoria per 4-2 all'andata e pareggio 4-4 al ritorno);
- Semifinale: eliminata l'Oliveirense (pareggio per 6-6 all'andata e vittoria per 6-1 al ritorno).

## Tabellini

### Andata
| Porto 7 aprile 2002 | Porto | 5 – 3 | Voltregà | Pavilhão Rosa Mota |

### Ritorno
| Sant Hipòlit de Voltregà 20 aprile 2002 | Voltregà       | 4 – 2 (d.t.s.) | Porto | Pavelló Victorià de la Riba |
| \| \| \| \| \| \| Shootout 1 – 0 \| \|  |                |                |       |                             |
|                                         |                |                |       |                             |
|                                         | Shootout 1 – 0 |                |       |                             |